# Kim Ki-bum
Kim Ki-bum (김기범?, 金起範?, Gim Gi-beomLR, Kim KibŏmMR; 21 agosto 1987) è un attore e cantante sudcoreano.
Era un membro del gruppo Super Junior. Dopo l'uscita del terzo album dei Super Junior Sorry, Sorry nel 2009, ha annunciato il suo congedo temporaneo dal gruppo per proseguire la sua carriera di attore. Nel 2015, ha annunciato di aver concluso il suo contratto con la SM Entertainment e di aver lasciato il gruppo. Ha fatto il suo debutto televisivo nel drama televisivo coreano April Kiss nel 2004.

## Filmografia

### Drama televisivi
- April Kiss (4월의 키스) – serial TV (2004)
- Sharp 2 (성장드라마 반올림 - 시즌 2)  – serial TV (2005-2006)
- Nonstop 6 (논스톱 6) – serial TV (2005-2006)
- Baengmanjangja-wa gyeolhonhagi (백만장자와 결혼하기) – serial TV, episodi 1, 3-4 (2005-2006)
- Snow Flower (눈꽃) – serial TV, episodi 2, 4-16 (2006-2007)
- Chunja's Special Day (춘자네 경사났네) – serial TV (2008)
- Deep Rooted Tree (뿌리깊은 나무) – serial TV, episodi 4, 6-14, 16-17, 19-24 (2011)
- I Love Lee Taly (아이 러브 이태리) – serial TV (2012)
- Demi Gods & Semi Devils (天龙八部) – serial TV, episodi 1-14, 16-17, 20, 29-33, 35-36, 38-54 (2013-2014)
- Lucky Tianbao (吉祥天宝) – serial TV (2016)

### Film
- Kkonminam yeonswae tereosageon (꽃미남 연쇄 테러사건), regia di Lee Kwon (2007)
- Jumunjin (주문진), regia di Ha Myung Joong (2010)
- My Kitchen Lover (泡菜爱上小龙虾), regia di Yan Junhao (2018)

### Programmi televisivi
- Music Station (ミュージックステーション) - programma televisivo (2005)
- X-Man (X맨) - programma televisivo, episodi 125-126, 142-143, 146-150 (2006)
- Mystery 6 (미스터리 추적6) - programma televisivo (2006)
- Love Letter (리얼로망스 연애편지) - programma televisivo, episodi 73-74, 99-100 (2006)
- Super Junior Full House (슈퍼주니어의 풀하우스) - programma televisivo (2006)
- Super Junior Mini-Drama (대결! 슈퍼주니어의 자작극) - programma televisivo (2006)
- Explorers of the Human Body (인체탐험대) - programma televisivo (2007-2008)
- Girls' Generation Goes to School (소녀 학교에 가다) - programma televisivo, episodio 6 (2009)
- Bipedal Life (두발라이프) - programma televisivo (2018-2019)
- Matching Survival 1+1 (썸바이벌 1+1) - programma televisivo, episodi 11-12 (2019)
- Bongmyeon ga-wang (미스터리 음악쇼 복면가왕) - programma televisivo, episodio 291 (2021)